# Lythria triangulata
Lythria triangulata är en fjärilsart som beskrevs av Hans-Joachim Hannemann 1917. Lythria triangulata ingår i släktet Lythria och familjen mätare. Inga underarter finns listade i Catalogue of Life.